# Mirall dielèctric

Esquema d'un mirall dielèctric. Les capes primes amb un alt índex de refracció n1 s'entrellacen amb capes més gruixudes amb un índex de refracció més baix n₂. Les longituds del camí lA i lB difereixen exactament en una longitud d'ona, la qual cosa condueix a una interferència constructiva.
Un mirall dielèctric, també conegut com a mirall de Bragg, és un tipus de mirall compost per múltiples capes primes de material dielèctric, normalment dipositades sobre un substrat de vidre o algun altre material òptic. Mitjançant una elecció acurada del tipus i el gruix de les capes dielèctriques, es pot dissenyar un recobriment òptic amb reflectivitat especificada a diferents longituds d'ona de llum. Els miralls dielèctrics també s'utilitzen per produir miralls d'alta reflectivitat: es poden produir valors del 99,999% o millor en un rang estret de longituds d'ona mitjançant tècniques especials. Alternativament, es poden fer reflectir un ampli espectre de llum, com ara tot el rang visible o l'espectre del làser Ti-safir. Els miralls d'aquest tipus són molt habituals en els experiments d'òptica, a causa de tècniques millorades que permeten la fabricació econòmica de miralls d'alta qualitat. Alguns exemples de les seves aplicacions inclouen miralls finals de cavitat làser, miralls calents i freds, divisors de feix de pel·lícula fina, miralls d'alt llindar de dany i els recobriments dels miralls moderns.
Les tècniques de fabricació de miralls dielèctrics es basen en mètodes de deposició de pel·lícula prima. Les tècniques habituals són la deposició física de vapor (que inclou la deposició evaporativa i la deposició assistida per feix d'ions), la deposició química de vapor, la deposició per feix d'ions, l'epitaxia per feix molecular i la deposició per pols. Els materials habituals són el fluorur de magnesi (n = 1.37), el diòxid de silici (n = 1.45), el pentòxid de tàntal (n = 2.28), el sulfur de zinc (n = 2.32) i el diòxid de titani (n = 2.4).